# Helgafell (berg i Island, Norðurland eystra)
Helgafell är ett berg i republiken Island. Det ligger i regionen Norðurland eystra, 400 km nordost om huvudstaden Reykjavík. Toppen på Helgafell är 480 meter över havet.
Trakten runt Helgafell är nära nog obefolkad, med mindre än två invånare per kvadratkilometer. Det finns inga samhällen i närheten. Trakten runt Helgafell består i huvudsak av gräsmarker.